# 1908
1908 (MCMVIII) a fost un an bisect al calendarului gregorian, care a început într-o zi de miercuri.

## Evenimente

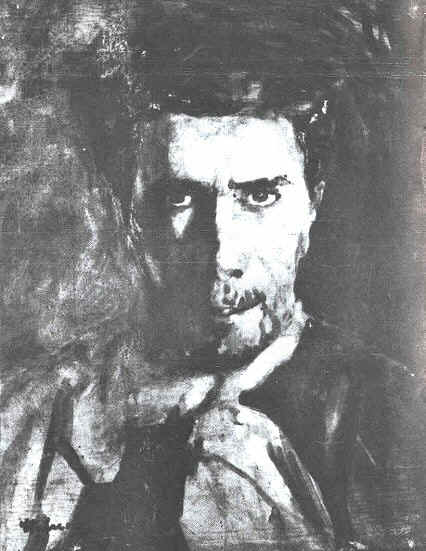
Autoportret, realizat de Ștefan Luchian în 1908.

### Februarie
- 1 februarie: Carol I al Portugaliei și fiul său, Prințul moștenitor Luis Filipe, sunt asasinați la Lisabona de republicani. Începutul domniei lui Manuel al II-lea, rege al Portugaliei (până la sfârșitul anului 1910).
- 3 februarie: Se constituie Partidul Conservator-Democrat, sub conducerea lui Take Ionescu (până la 21 noiembrie 1922).

### Martie
- 20 martie: Sub direcția lui Ion Minulescu apare Revista celorlalți, de orientare simbolistă.
- 20 martie: Suveranii Bulgariei sosesc la București ca oaspeți ai suveranilor României.

### Aprilie
- 21 aprilie: Americanul Frederick Cook susține că a ajuns la Polul Nord.
- 27 aprilie: Jocurile Olimpice de vară se deschid la Londra.
- 28 aprilie: A fost înființată Societatea Scriitorilor Români, al cărei prim-președinte a fost ales Cincinat Pavelescu.

### Mai
- 24 mai: Se inaugurează noua clădire a Muzeului de Istorie Naturală Grigore Antipa din București, în prezența Regelui Carol I.

### Iunie
- 30 iunie: Explozia de la Tunguska. S-a întins pe o suprafață de 2.000 kmp de pădure, în centrul Siberiei, lângă râul Tunguska și a avut echivalentul a 10-15 megatone de trinitrotoluen (TNT).
- 30 iunie: Se inaugurează Muzeul Theodor Aman din București.

### Iulie
- 6 iulie: Exploratorul american, Robert Peary, începe navigarea spre Polul Nord.
- 24 iulie: Dorando Pietri câștigă proba de maraton olimpic la Londra în una din cele mai dramatice sosiri din istoria Jocurilor Olimpice, doar pentru a fi descalificat curând după aceea.
- 26 iulie: Crearea în Statele Unite a Biroului Federal de Investigații (FBI) de Charles Bonaparte, ministru în mandatul lui Theodore Roosevelt.
- 28 iulie: Se introduce "Constituția" în Turcia.

### August
- 7 august: În Willendorf (Austria Inferioară) este descoperită statuia din calcar "Venus din Willendorf". Sculptura este datată în perioada 25.000 î.Hr. - 22 î.Hr. în paleoliticul superior.

### Septembrie
- 6 septembrie: Se deschide, la Heidelberg, Congresul internațional de filozofie.
- 17 septembrie: Thomas Etholen Selfridge, locotenent american, este considerată prima persoană care a murit într-un accident de avion.

### Octombrie
- 5 octombrie: Bulgaria își declară independența față de Imperiul Otoman, iar Ferdinand I al Bulgariei devine țar.
- 5 octombrie: Anexarea Bosniei și Herțegovinei la Austro-Ungaria.
- 6 octombrie: Creta este încorporată Greciei.

### Noiembrie
- 3 noiembrie: Este ales republicanul William Howard Taft, ca fiind al 27-lea Președinte al Statelor Unite.

### Decembrie
- 2 decembrie: Împăratul Pu Yi accede pe tronul Chinei la vârsta de doi ani.
- 28 decembrie: Un cutremur de 7,5 grade pe scara Richter distruge Messina, Italia. Au decedat 75.000 de persoane.

### Nedatate
- British Expeditionary Force (BEF, Corpul Expediționar Britanic). Forțe armate britanice ce cuprindea șase divizii de infanterie și o divizie de cavalerie.
- Este fondat Institutul pentru producerea serurilor și vaccinurilor (din 1921 Institutul Pasteur) din București.
- Intră în funcțiune Observatorul Astronomic din București.
- Universitatea British Columbia. Universitate de stat din Vancouver, Canada.

## Arte, științe, literatură și filozofie
- 28 iulie: În Germania se serbează al 100-lea an de la prima reprezentare a piesei "Intrigă și Amor" a lui Schiller.

## Nașteri

### Ianuarie
- 9 ianuarie: Simone de Beauvoir, scriitoare franceză (d. 1986)
- 15 ianuarie: Edward Teller, fizician maghiar de etnie evreiască (d. 2003)
- 26 ianuarie: Stéphane Grapelli, violonist de jazz, francez (d. 1997)

### Februarie
- 6 februarie: Geo Bogza, scriitor și gazetar român (d. 1993)
- 22 februarie: Romulo Betancourt, președinte al Venezuelei (1945-1948 și 1959-1964), (d. 1981)

### Martie
- 5 martie: Rex Harrison (n. Reginald Carey) actor britanic de film, teatru și TV (d. 1990)
- 14 martie: Maurice Merleau-Ponty, filosof francez (d. 1961)
- 23 martie: Joan Crawford (n. Lucille Lesueur), actriță americană de film (d. 1977)
- 27 martie: Șerban Țițeica, fizician, vicepreședinte al Academiei Române (d. 1985)
- 29 martie: Virgil Carianopol, poet român (d. 1984)

### Aprilie
- 1 aprilie: Abraham Maslow, psiholog american (d. 1970)
- 2 aprilie: Buddy Ebsen (n. Christian Rudolph Ebsen, jr.), actor american de film (d. 2003)
- 5 aprilie: Bette Davis (n. Ruth Elisabeth Davis), actriță americană de teatru, film și TV (d. 1989)
- 29 aprilie: Jack Williamson (n. John Stewart Williamson), scriitor american (d. 2006)

### Mai
- 6 mai: Necil Kazim Akses, compozitor turc (d. 1999)
- 6 mai: Ion Vlasiu, artist plastic și scriitor român (d. 1997)
- 8 mai: Cristian Vasile, interpret român din perioada interbelică (d. 1974)
- 17 mai: Sigismund Toduță, compozitor și muzicolog român (d. 1991)
- 23 mai: John Bardeen, fizician american, laureat al Premiului Nobel (d. 1991)
- 25 mai: Costin Kirițescu, economist român, membru al Academiei Române (d. 2002)
- 30 mai: Hannes Alfvén, fizician suedez (d. 1995)

### Iunie
- 25 iunie: Willard Van Orman Quine, filosof și logician american (d. 2000)

### Iulie
- 26 iulie: Salvador Allende (Salvador Guillermo Allende Gossens), președinte al statului Chile (1970-1973), (d. 1973)

### August
- 6 august: Eqrem Çabej, lingvist istoric și cercetător albanez (d. 1980)
- 23 august: Arthur Adamov, dramaturg francez (d. 1970)

### Septembrie
- 13 septembrie: Edgar Papu, eseist, critic și istoric literar român (d. 1993)
- 20 septembrie: Adalbert Boroș, arhiepiscop romano-catolic român (d. 2003)
- 30 septembrie: David Fiodorovici Oistrah, violonist rus (d. 1974)

### Octombrie
- 9 octombrie: Alexandru Sahia, scriitor și publicist român (d. 1937)
- 9 octombrie: Jacques Tati (n. Jacques Tatischeff), actor francez de film și regizor (d. 1982)
- 10 octombrie: Mercè Rodoreda, scriitoare spaniolă de limbă catalană (d. 1983)
- 15 octombrie: John Kenneth Galbraith, economist american (d. 2006)

### Noiembrie
- 4 noiembrie: Joseph Rotblat, fizician evreu polonez, laureat al Premiului Nobel (d. 2005)
- 8 noiembrie: Dumitru Comănescu, inginer agronom român, cel mai vârstnic bărbat din lume (d. 2020)
- 23 noiembrie: Nikolai Nosov, scriitor rus (d. 1976)

### Decembrie
- 31 decembrie: Simon Wiesenthal, evreu supraviețuitor al lagărelor naziste, activist pentru pedepsirea criminalilor de război (d. 2005)

## Decese
- 9 ianuarie: Avram Goldfaden, 67 ani, poet, dramaturg și actor ucrainean de etnie evreiască (n. 1840)
- 1 februarie: Carlos I (n. Carlos Fernando Luís Maria Victor Miguel Rafael Gabriel Gonzaga Xavier Francisco de Assis José Simão de Bragança Sabóia Bourbon e Saxe-Coburgo-Gotha), 44 ani, rege al Portugaliei (n. 1863)
- 1 februarie: Luís Filipe, Prinț Regal al Portugaliei (n. Luís Filipe Maria Carlos Amélio Francisco Víctor Manuel António Lourenço Miguel Rafael Gabriel Gonzaga Xavier Francisco de Assis Bento de Bragança Orleães Sabóia e Saxe-Coburgo-Gotha), 20 ani (n. 1887)
- 24 iunie: Grover Cleveland (n. Stephen Grover Cleveland), 71 ani, al 22-lea și al 24-lea președinte american (n. 1837)
- 25 august: Antoine Henri Becquerel, 55 ani, fizician francez, laureat al Premiului Nobel (1903), (n. 1852)
- 14 noiembrie: Împăratul Guangxu al Chinei (n. Aixin Jueluo Zaitian), 37 ani (n. 1871)
- 15 noiembrie: Împărăteasa Cixi, 72 ani, regentă a dinastiei Qing, China (n. 1835)

## Premii Nobel
- Fizică: Gabriel Lippmann (Franța)
- Chimie: Ernest Rutherford (Noua Zeelandă)
- Medicină: Ilya Mechnikov (Rusia), Paul Ehrlich (Germania)
- Literatură: Rudolf Eucken (Germania)
- Pace: Klas Pontus Arnoldson (Suedia), Fredrik Bajer (Danemarca)